# Хеанин, Педро
Педро Эрнесто Хеанин Портильо (исп. Pedro Ernesto Jeanine Portillo; род. 4 сентября 1993, Панама, Панама) — панамский футболист, опорный полузащитник, клуба «Сан-Франсиско» и сборную Панамы.

## Клубная карьера
Хеанин — воспитанник клуба Сан-Франсиско. 12 марта 2011 года в матче против «Тауро» он дебютировал в чемпионате Панамы. 28 апреля 2013 года в поединке против «Чепо» Педро забил свой первый гол за клуб. В 2014 году он помог команде выиграть чемпионат.

## Международная карьера
В 2013 году в составе Хеанин принял участие в молодёжном чемпионате КОНКАКАФ. На турнире он сыграл в матче против команды Сальвадора и Ямайки.
7 августа 2014 года в товарищеском матче против сборной Перу Хеанин дебютировал за сборную Панамы.
В 2015 году Педро в составе олимпийской сборной принял участие Панамериканских играх в Канаде. На турнире он сыграл в матчах против Перу, Канады, Мексики и Бразилии.

## Достижения
Командные
 «Сан-Франсиско»
- Чемпионат Панамы по футболу — Апертура 2014